# Одеса-Східна
Оде́са-Схі́дна (колишня назва Куяльник) — проміжна залізнична станція Одеської залізниці. Розташована на ділянці Чорноморська — Одеса-Пересип між станціями Кулиндорове (5 км) та Одеса-Сортувальна (5 км). Розташована на північній околиці Одеси, в житловому масиві імені Котовського.

## Історія
Точна дата відкриття станції наразі не встановлена. Мала первісну назву Куяльник. Електрифіковано станцію у складі ділянки Колосівка — Одеса-Сортувальна у 1971 році. Сучасна назва вживається після другої половини 1980-х років.

## Інфраструктура
Станція досить велика. На станції є два парки: Технологічний, в західній частині станції і парк Турбази. На останньому колись зупинялися туристичні поїзди, а потім тут накопичувалися пасажирські поїзди для подачі на станцію Одеса-Головна. На даний момент парк Турбази закритий. Сортувальної гірки та під'їзних шляхів до підприємств станція не має. Пасажирська платформа висока, знаходиться в середині станції. До неї можна дійти пішохідним мостом із боку вулиці Жоліо-Кюрі.

## Пасажирське сполучення
На станції Одеса-Східна зупиняються приміські електропоїзди Колосівського напрямку.

## Галерея

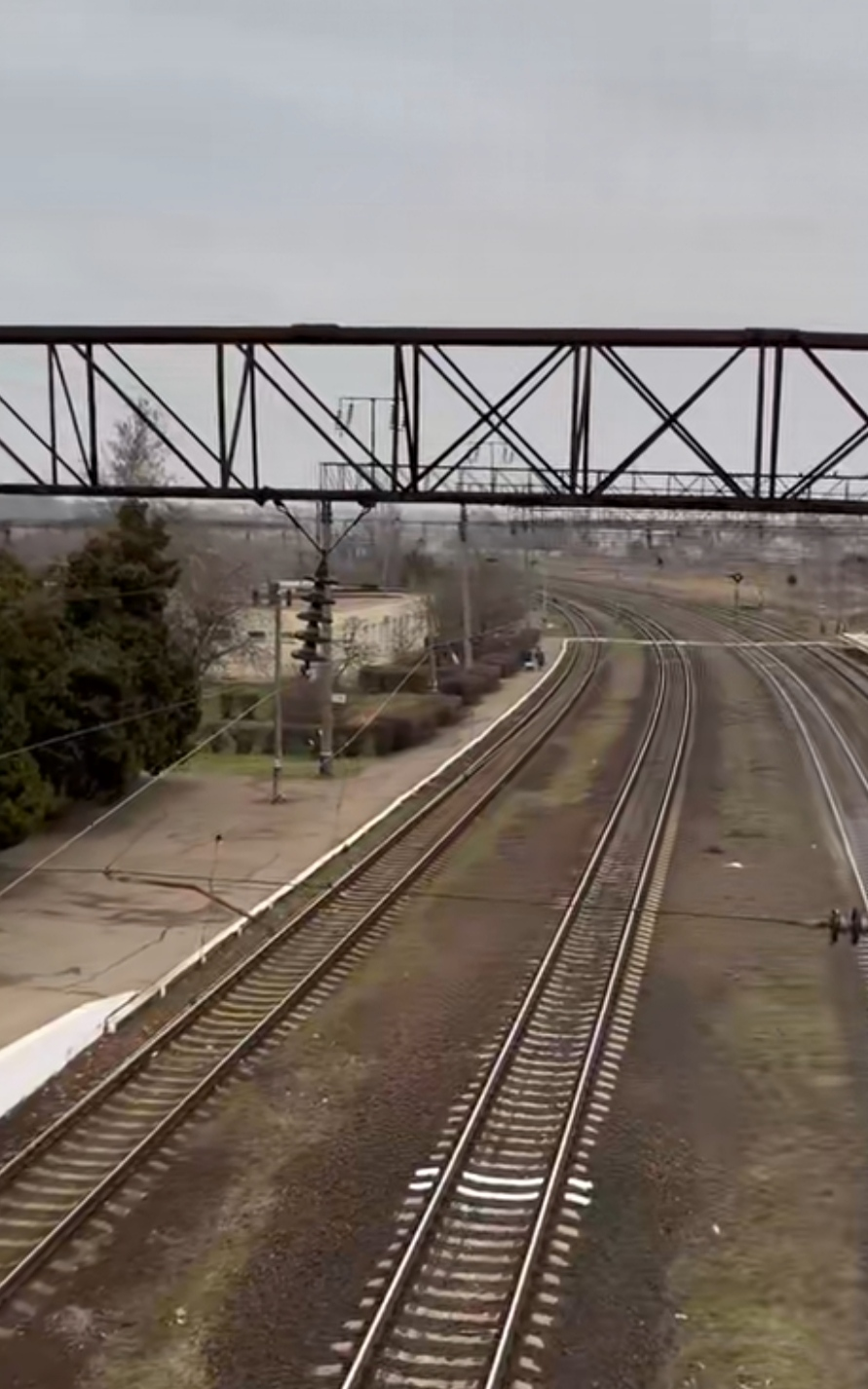
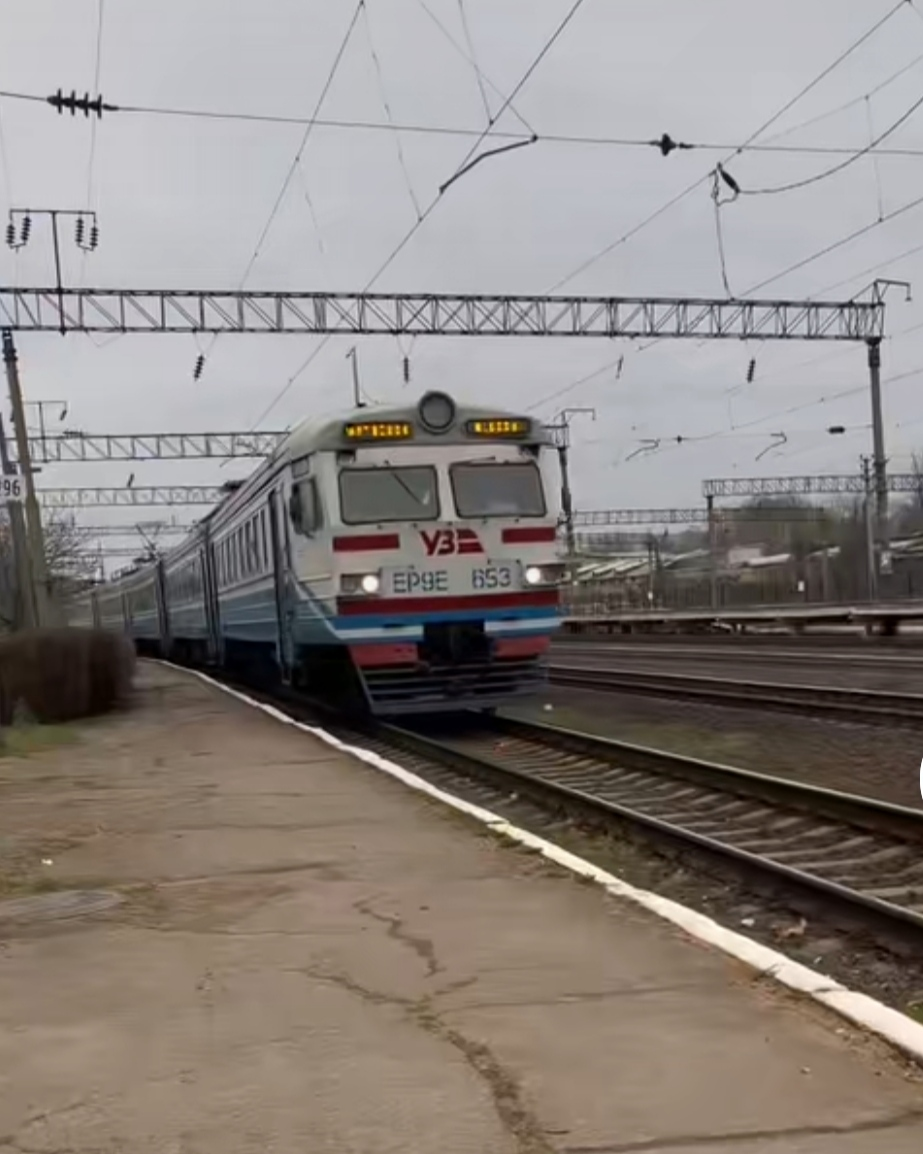
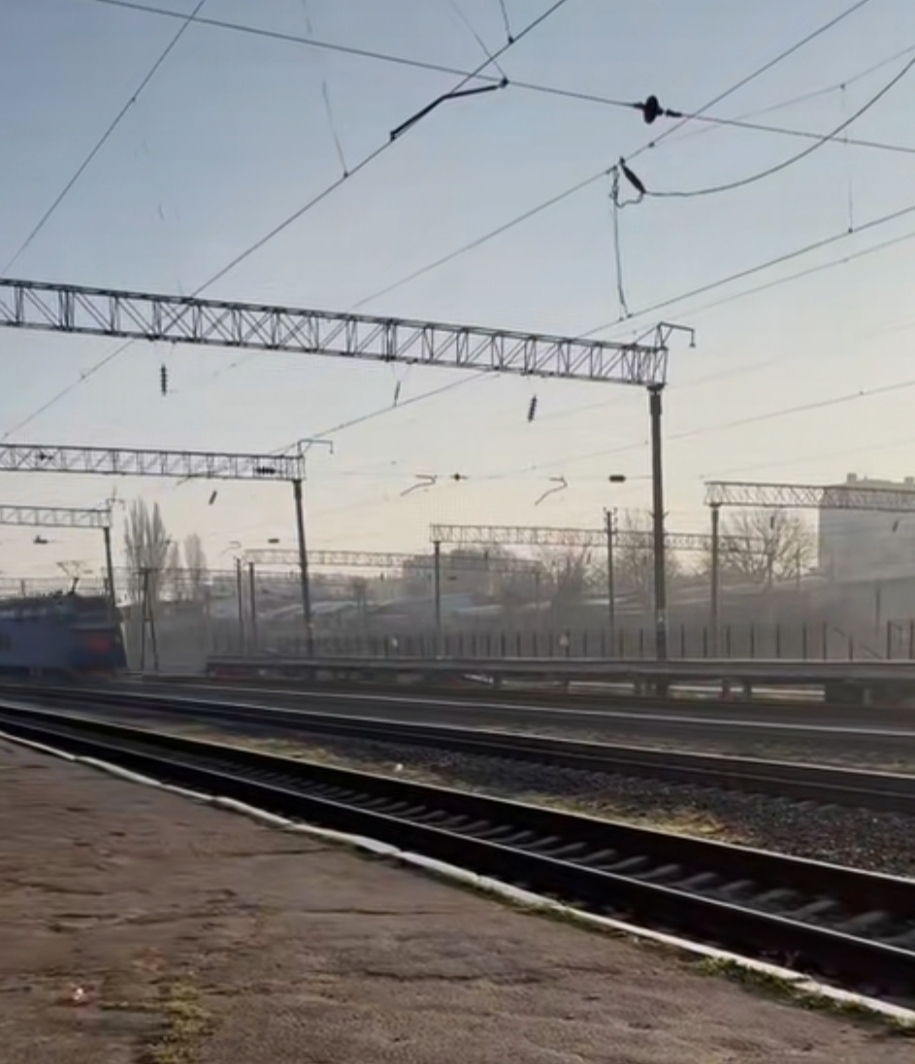